# Frank Meyrink
Frank Meyrink is het pseudoniem van Leonard Beuger, auteur van het in 1997 in de reeks Privé-domein verschenen dagboek Gottliebs dood.
Volgens de achterflap van het boek zou Meyrink geboren zijn in 1964 en was hij 'theaterwetenschapper en vertaler Duits en Middel-Hoog-Duits (ridderromans)'. Al snel werd echter duidelijk dat het om een nep-auteur ging en dat het een fictief dagboek was. Privé-domein-eindredacteur Martin Ros gaf in 2006 aan dat het boek geschreven was door een eenvoudige student uit Nijmegen, 'met een versleten aktetas', idolaat van Goethe.
In 2012 werd bekend dat Frank Meyrink het pseudoniem was van de schrijver Leonard Beuger, geboren in Rotterdam op 25 juni 1949.
Gottliebs dood is te zien als een persiflage op Johann Peter Eckermanns Gesprekken met Goethe (1836). In dagboekvorm wordt verslag gedaan van fictieve conversaties die de auteur heeft met zijn al even fictieve leermeester Johann Gottlieb Freudenacker (1915-1992), 'pedagoog, cultuurfilosoof, architect, dichter, regisseur en vooral ook oprichter van de 'New School'. Na verschijnen ontving het boek veel goede recensies, waarbij in eerste instantie niet altijd duidelijk was dat- en of het om een 'fake-auteur' ging.
Beuger gaf ook Rood haar (1995) uit. In 2021 kwam zijn bundel Oude Getuigschriften uit.